# ミン・トゥ
ウ・ミン・トゥ（ビルマ語: ဦးမြင့်သူ U Myint Thu、1963年 - ）は、ミャンマーの外務次官、駐日大使。ラングーン（現・ヤンゴン）出身。国民民主連盟（NLD）政権が任命した初の駐日大使である。
1985年、農業畜産灌漑省に入省。1990年に外務省へ転省し、1993年から1997年にかけて駐日大使館で三等書記官として奉職。その後、ジュネーブの国際連合政府代表部への出向や本省の東南アジア諸国連合（ASEAN）局長などの要職を経て、外務次官を拝命。
外務次官として在任中の2018年2月6日、ネピドーで開催された第5回日・ミャンマー人権対話にミャンマー代表として出席し、ミャンマーにおける人権状況や日本からの能力強化支援などについて大鷹正人総合外交政策局審議官兼国連担当大使らと協議した。翌2019年3月1日、東京で開催された第6回日・ミャンマー人権対話にもミン・トゥ外務次官がミャンマー代表として出席し、前年と同様の議題を大鷹審議官兼国連担当大使らと協議した。
2019年7月28日、ミン・トゥ外務次官は「ロヒンギャ」を自称するベンガル系ムスリムの指導者ディル・モハンマド (Dil Mohammed) と会見し、いわゆる「ロヒンギャ」をミャンマー市民権を持つ民族集団として認めて欲しいとの陳情を受けた。
2019年8月6日、次期駐日大使に指名される。同月20日の朝、ミョー・タント・ペ次期在中国大使と共にネピドーの大統領宮殿を訪問して、ウィンミン大統領より政策指針を与えられた。同年10月22日、皇居正殿松の間で今上天皇の即位礼正殿の儀が執り行われ、アウンサンスーチー国家最高顧問と共に参列した。同年12月12日、皇居で信任状を捧呈し、駐日大使として正式に着任した。
2020年9月24日、ウィンミン大統領がソー・ハン外務次官を次期駐日大使に指名すると共に、ミン・トゥ大使をジュネーブの国際連合政府代表および国際機関政府代表として任命する人事がミャンマー国営紙により報道された。